# Isothea rhytismoides
Isothea rhytismoides är en svampart som först beskrevs av Bab. ex Berk., och fick sitt nu gällande namn av Elias Fries 1849. Isothea rhytismoides ingår i släktet Isothea och familjen Phyllachoraceae.  Arten är reproducerande i Sverige. Inga underarter finns listade i Catalogue of Life.